# Mlokovití
Mlokovití (Salamandridae) je čeleď ocasatých obojživelníků. Mezi mlokovité patří mloci i čolci. Jedná se o zástupce vývojové skupiny, která se objevila v období druhohorní jury, jejich evoluční kořeny však sahají až do období prvohorního devonu.

## Výskyt
Všichni v Česku žijící ocasatí obojživelníci patří mezi mlokovité. Na území Česka žije celkem 8 druhů mlokovitých. Mezi mlokovité celkově patří 74 druhů rozšířených po severní polokouli v Eurasii, v severním cípu Afriky a v Severní Americe.

## Popis
Oproti jiným ocasatým mají mlokovití poměrně drsnou kůži. Většina mlokovitých má syté a výrazné barvy typu oranžové, žluté či černé atd. Mlokovití, stejně jako ostatní ocasatí, se neumí rychle pohybovat, jako to umí žáby. Mají čtyři končetiny se čtyřmi prsty na předních a s pěti prsty na zadních končetinách. Většina mlokovitých má, stejně jako ostatní obojživelníci, stádium larvy („pulce“), při kterém žijí ve vodě. V dospělosti žije většina mlokovitých spíše na souši než ve vodě, ale jen ve stinných zákoutích a lesích. Všichni mlokovití jsou masožraví. Mnozí jsou jedovatí.